# Obe Postma
Piters Obe Postma (født 29. marts 1868 i Cornwerd, død 26. juni 1963 i Leeuwarden) var en fremtrædende frisisk digter i det 20. århundrede.

## Liv og arbejde
Postma voksede op på en gård som søn af Pieter Postma og Obes Sijbrigje Tjeerds Rinia. Han gik i gymnasiet i Sneek og kom i 1886 til Amsterdam for at studere matematik og fysik. Han arbejdede som matematiklærer i Tiel og Tilburg og fra 1894 til statens højere gymnasium i Groningen. Han dimitterede i 1895. Hans debut som digter skete i 1902 i tidsskriftet Forjit mit net ("Glem mig ikke").
Efter sin pensionering i 1933 flyttede han til Leeuwarden, hvor han gennem tiden i mange publikationer skrev om den frisiske land og dets befolkning. For hans dybe research blev han hyppigt brugt som konsulent for de daværende nationale arkiver ved opbygningen af kancelli Tweebaksmarkt. Foruden historie havde også naturen og især landbruget hans særlige interesse.
Postma forblev ugift. Han døde i en alder af 95 år på et hospital i sin hjemby. Han blev begravet på kirkegården i den hollandske reformerte kirke i hans fødeby. På hans gravsten står "Dichter fan it Fryske lân" ("Digter af det frisiske land").

## Anerkendelse
I 1947 modtog han Gysbert Japicx-priis, opkaldt efter sin forgænger Gysbert Japicx for digtsamlingen It sil bistean ("Det vil eksistere"). To år senere var han dommer ved samme konkurrence. I 1954 fik han Rely Jorritsma-priis for digtet Fan de fjouwer eleminten ("Af de fire elementer").
I 1984 oprettedes en Obe Postma-pris, en frisisk litteraturpris for oversættelser. I oktober 2006 blev Obe Postma Selskip oprettet for yderligere at stimulere nye udgaver og studier af hans arbejde.
Et udvalg af hans store værk udkom i 1997 på to sprog Van het Friese land en het Friese leven. Fan it Fryske lân en it Fryske libben (Om det frisiske land, og den frisiske liv). Oversætteren Jabik Veenbaas omtaler "de korte, men prægnante regler" som hans største udfordring. Dette kommer sammen med den til tider bedragerisk enkle stil frem i for eksempel digtet Mienskip ("Fællesskabet"): 
"Het volk dat hier zijn woonstee had,
En wat er sloofde en zwoegde eeuw na eeuw,
En al wat hier door bloei en sterven ging.
Werd één in mij."
oversat:
"De mennesker, der havde sin bolig her ,
Og hvad der har knoklet og slidt århundrede efter århundrede,
Og alt hvad derved blomstrede og døde.
Var et i mig."

## Forfatterskab

### Digtsamlinger
- Fryske Lân en Fryske libben (1918)
- De ljochte ierde (1929)
- Dagen (1937)
- Gedichten fan Rilke (1933) - oversættelse
- It sil bestean (1947)
- Samle Fersen I en II (1949)
- Fan wjerklank en bisinnen (1957)
- Eigen kar (1963) - antologi

### Faglige værker
- Publikation over HBS i Grins (1916)
- Een Fries dorp in 1546 (1918) - over Cornwerd
- De Friesche kleihoeve. Bijdrage tot de geschiedenis van den cultuurgrond vooral in Friesland en Groningen (1934)
- De fryske boerkerij en it boerelibben yn de 16e en 17e ieu (1937)
- It Fryske doarp as tsjerklike en wrâldske ienheid foar 1795 (1941)
- Tital artikler i 'De Vrije Fries' og 'It beaken'. (for eksempel: Verdronken plaatsen aan de westkust van Friesland, Over det Frisiske liv fra dengang 'en dei yn 16e en 17e ieu (1955) og De begrenzing van de Middelzee)[1]
- Obe Postma har bidraget til 'Geschiedenis van de Friese Landbouw' (1952)

### Essays
- "iets over uitstraling en opslorping" (1895)
- Het meten, een kennistheoretische studie (1903)
- "De Fryske boerkerij om 1600 hinne" (1929)